# Catedral de Puerto Princesa
La Parroquia Catedral de la Inmaculada Concepción, comúnmente conocida como Catedral de Puerto Princesa, es una catedral católica en la ciudad de Puerto Princesa, Palawan en el extremo occidental de Filipinas. Con su arquitectónica neogótica, es la iglesia madre del Vicariato Apostólico de Puerto Princesa, que abarca los municipios de la parte de Palawan al oeste de la ciudad de Puerto Princesa. Está ubicada en entre los Barangay Poblacion Matiyaga y Poblacion Liwanag, cerca del Puerto de Puerto Princesa. Situada en el meridiano 118° este, es la catedral más occidental del país.

## Historia
La primera Misa en Puerto Princesa, inicialmente un Barrio, se celebró en el sitio de la actual catedral el 10  de marzo de 1872, por el Agustino recoleto  Fray Ezequiel Moreno Díaz  (ahora Santo), seis días después de que la expedición española llegó al área. Posteriormente, Moreno estableció la ciudad y su misión parroquial bajo el patrocinio de la Inmaculada Concepción de la Virgen Maria. Durante La Segunda Guerra Mundial, el 14 de diciembre de 1944, la parroquia fue testigo de la Masacre de Palawan en la adyacente Plaza Cuartel, donde aproximadamente 150 soldados estadounidenses fueron quemados por las fuerzas del Imperio del Japón. La iglesia ha sido reconstruida varias veces desde su fundación, y la estructura actual tardó casi un siglo en completarse en 1961 para servir como catedral del entonces Vicariato  Apostólico de Palawan bajo la dirección del Reverendísimo Gregorio I. Espiga. La fachada y el interior recuerdan la arquitectura de las iglesias de la Europa medieval. 
El 8 de diciembre de 2014, día de la fiesta patronal de la catedral, la Comisión Histórica Nacional de Filipinas inauguró un marcador histórico de San Ezequiel Moreno, subrayando su contribución a la fundación de la ciudad. En la actualidad, la catedral y el Parque Rizal en su frente, generalmente se incluyen en el itinerario de los paquetes turísticos de la ciudad alrededor de Puerto Princesa, incluidos, entre otros, la prisión y granja penal de Iwahig, el centro del patrimonio de Palawan, el jardín ecológico de mariposas y aldea tribal de Palawan y el centro de rescate y conservación de vida silvestre de Palawan (granja de cocodrilos).

## Galería

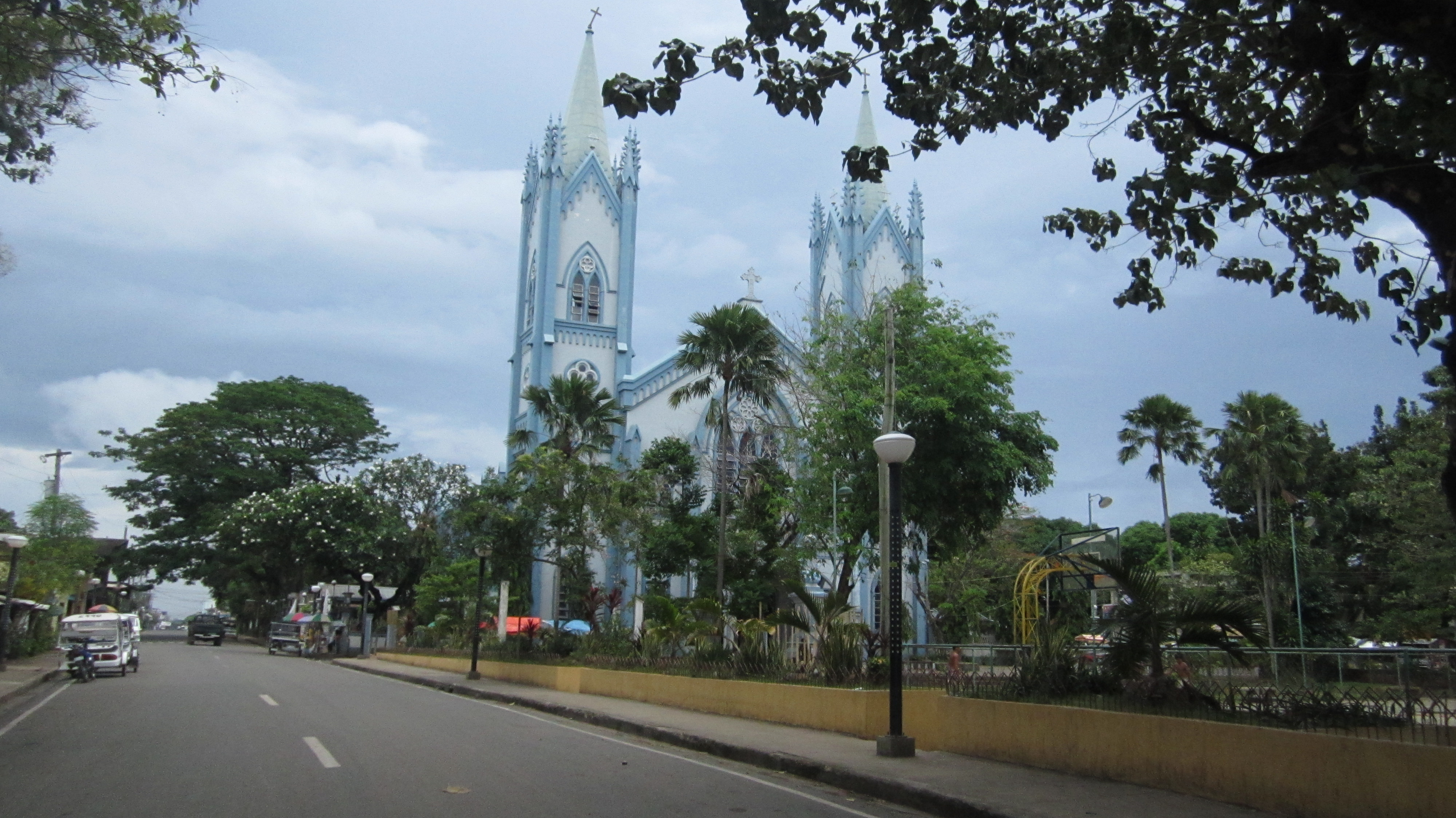
La catedral y el parque Rizal vistos desde la distancia
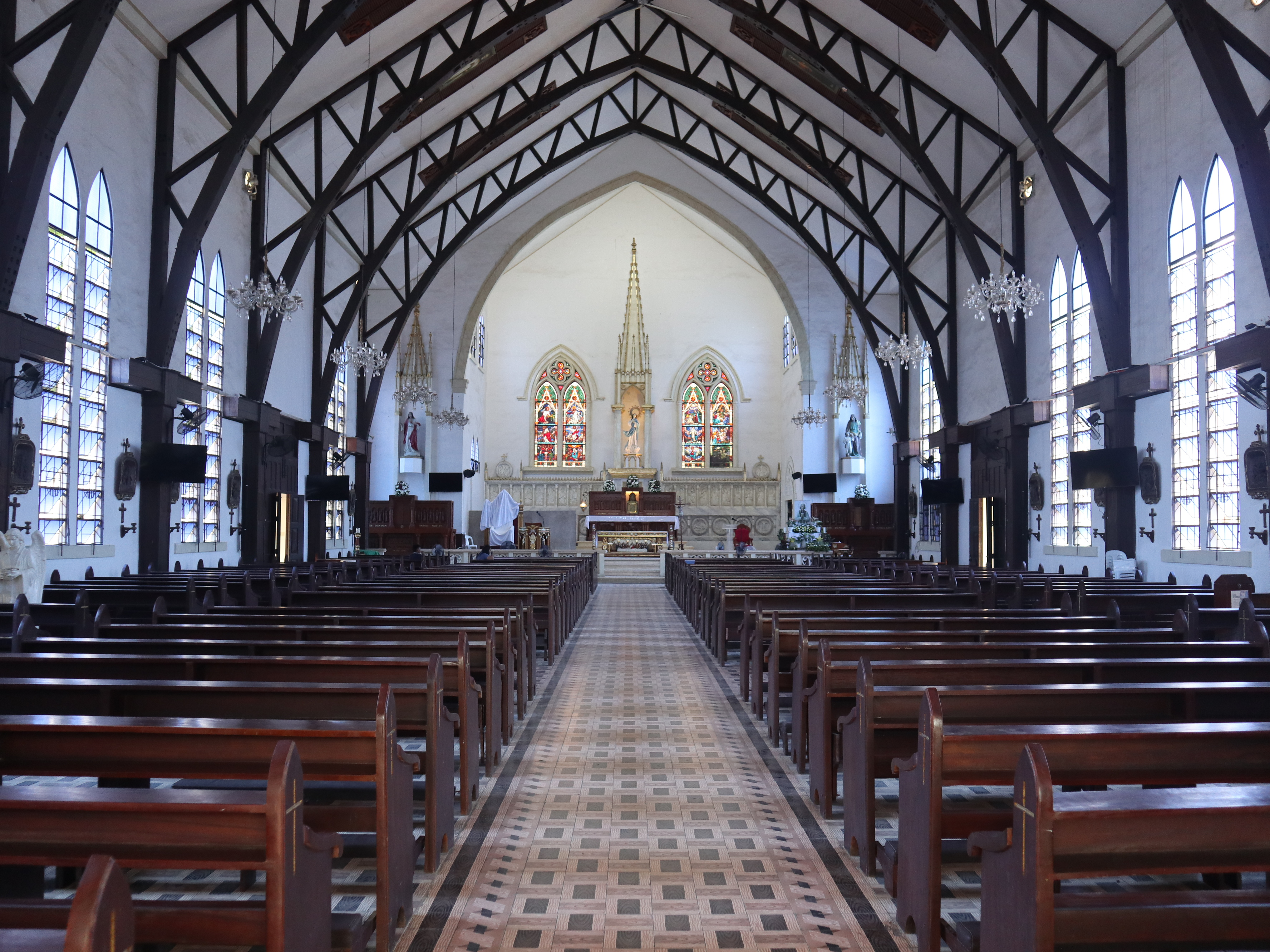
El interior de la catedral neogótica en 2023
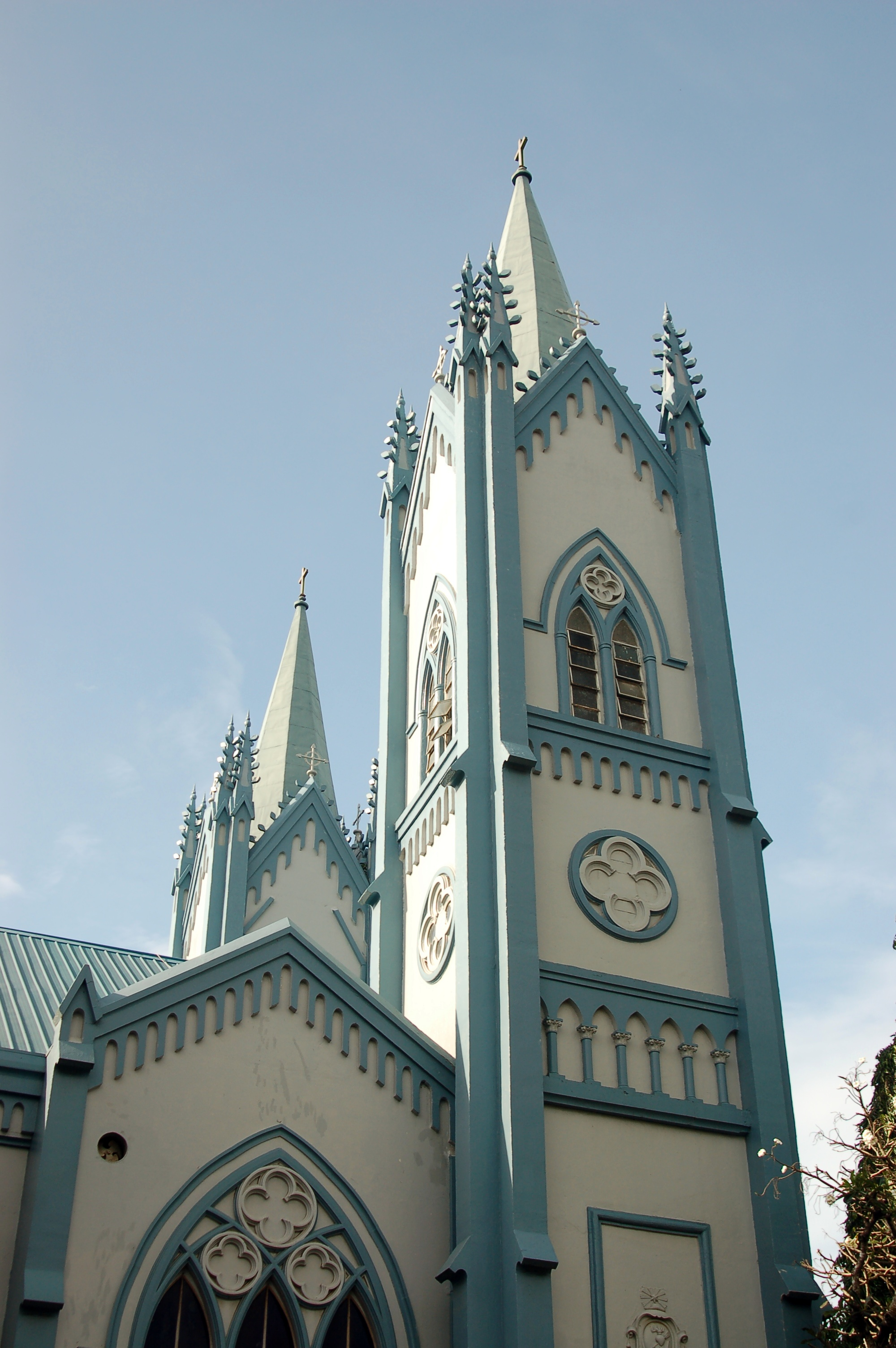
El campanario izquierdo de la catedral
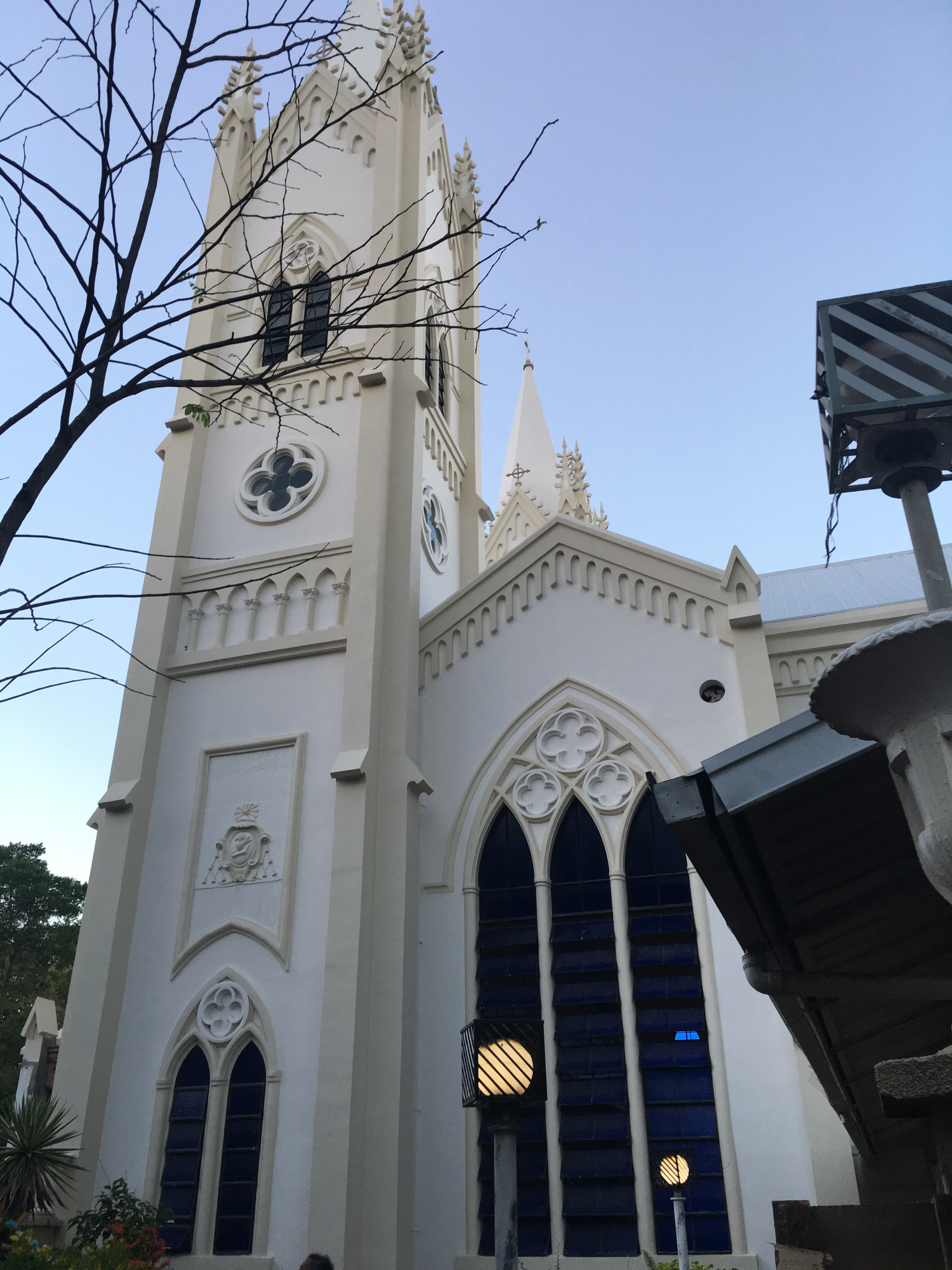
El campanario derecho de la catedral